# Escola de traductors de Toledo

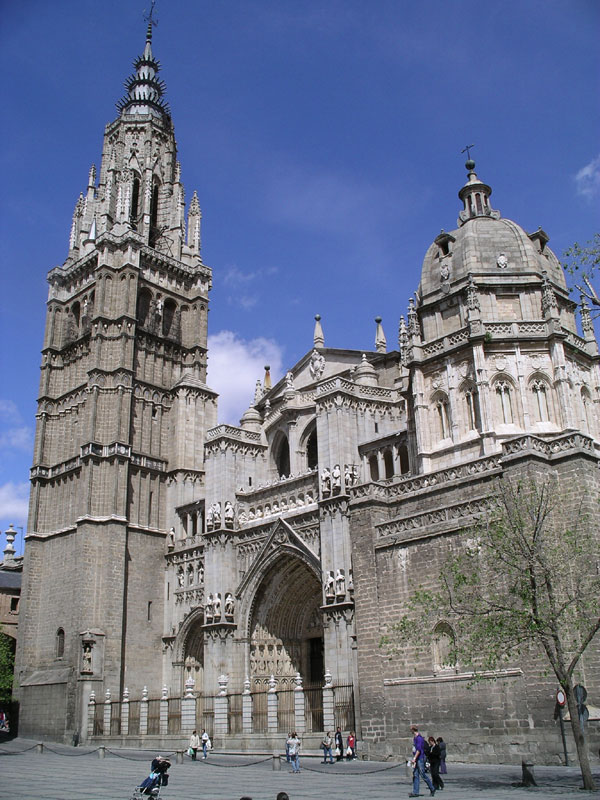
Catedral de Toledo

La denominada Escola de Traductors de Toledo (en castellà Escuela de Traductores de Toledo) és el nom que comunament descriu el grup d'estudiosos que van treballar a la ciutat de Toledo durant els segles xii i xiii, per traduir moltes de les obres filosòfiques i científiques de l'àrab i l'hebreu antics, generalment referides a la tradició grega clàssica. El terme Escola no cal entendre'l en sentit estricte: Segurament no va existir la suficient unitat conceptual, ni metodològica, ni temàtica entre els traductors toledans com per donar-li aquest nom; però des que el va introduir l'historiador francès Amable Jourdain a començaments del segle xix, aquesta denominació s'ha imposat, malgrat els esforços d'algun estudiós perquè s'oblidi de forma definitiva.
L'escola va passar per dos períodes diferents, separats per una fase de transició. La primera, al segle xii, en la que probablement va intervenir l'arquebisbe Raimon de Toledo (el benedictí gascó Raymond de Sauvetat), en la que es va promoure la traducció d'obres filosòfiques i religioses, sobretot de l'àrab clàssic al llatí. La segona, al segle xiii, sota el rei Alfons X el Savi, en la que els traductors ja no traduïen al llatí com a llenguatge final, sinó que es traduïa a una versió romanç de la llengua castellana. Això va donar lloc a l'establiment de les bases del castellà científic.

## Història

### Antecedents
Tradicionalment, Toledo havia estat un centre de cultura multilingüe i ja havia tingut anteriorment importància com a centre d'aprenentatge des de l'època visigòtica. Durant l'època islàmica, les famílies cultes havien portat de l'Orient els llibres del saber clàssic grec traduïts a l'àrab a Bagdad i altres llibres originals dels científics i pensadors àrabs i perses. A la biblioteca del Califat de Còrdova (segle ix) es diu que hi havia més de 300.000 volums, mentre la biblioteca dels cluniacencs al segle xi no disposava més que d'uns centenars de volums.
La disgregació del Califat al segle xi en els regnes de taifes també va significar la disseminació de tot aquest llegat cultural i, algunes de les taifes, van ser prou actives per a conservar i enriquir aquest patrimoni cultural, entre elles la de Toledo.
La caiguda de Toledo en mans cristianes l'any 1085 juntament amb l'arribada dels més estrictes islamistes, els almoràvits, l'any 1090, van fer que Toledo es convertís en un refugi d'intel·lectuals àrabs i jueus, el que juntament amb la conservació del patrimoni bibliogràfic, va possibilitar l'acció dels traductors, gràcies als quals es va preservar i difondre per l'Occident Europeu la tradició científica i filosòfica de la Grècia clàssica, així com les aportacions originals de l'astronomia i la medicina àrabs.

### Inicis
La capitulació de la ciutat a Alfons VI de Castella establia que es preservarien tots els centres de culte musulmà, entre els quals es trobava la mesquita major, en el mateix lloc en que avui es troba la Catedral de Toledo; però l'any 1087,en absència del rei, l'arquebisbe i la reina Constança van promoure uns avalots per recuperar la mesquita. Afortunadament, la tolerància d'alguns líders islàmics, va fer que aquest traspàs no acabés en una foguera, preservant així el patrimoni bibliogràfic que passà a mans del bisbat de Toledo.
Probablement va ser el bisbe Raymond de Sauvetat, un benedictí gascó, que va governar la diòcesi entre 1125 i 1152 qui va obrir la seva biblioteca per a l'estudi dels textos àrabs que s'havien conservat de l'època en què va ser mesquita.
El primer dels traductors documentats va ser Johannes Hispalensis (actiu entre 1115 i 1152), del qual se'n sap ben poca cosa. Segurament era un mossàrab que va poder traduir de l'àrab gràcies als seus coneixements d'aquesta llengua. El volum de la seva obra traductora és considerable, havent traduït obres d'Albumasar, de Thàbit ibn Qurra, d'Alcabitius, d'Al-Farghani, d'Ibn al-Bitriq, d'Abu-Hàmid al-Ghazalí i d'altres autors menys coneguts.
Els traductors que el van succeir no tenien, en general, aquest coneixement de l'àrab; per això feien les traduccions a quatre mans: un morisc o mossàrab (o un jueu convers) llegia el text en àrab (o en hebreu) i el recitava en llengua romanç mentre el traductor l'interpretava, el traduïa i l'escrivia en llatí. Aquest és el cas de Domingo Gundisalvo (actiu entre 1145 i 1181) que va ser ardiaca de la mateixa catedral. En les seves traduccions sempre va acompanyat de Johannes Hispanus, de Magister Johannes o d'Avendauth, sense que es conegui bé la identitat d'aquests personatges, que alguns autors fusionen en un de sol: Abraham ibn Daud. També se l'ha identificat amb el Johannes David a qui van dedicar Plató de Tívoli i Rudolf de Bruges sengles tractas sobre l'astrolabi.
Sigui com sigui, el treball traductor de Domingo Gundisalvo va ser molt ampli: a més de traduir les obres filosòfiques d'Avicenna i d'Al-Farabí, va traduir els tractats astronòmics d'Algazel i el Fons Vitae de Ben Gabirol. També va escriure alguns tractats filosòfics originals, sempre en la línia de pensament aristotèlica.

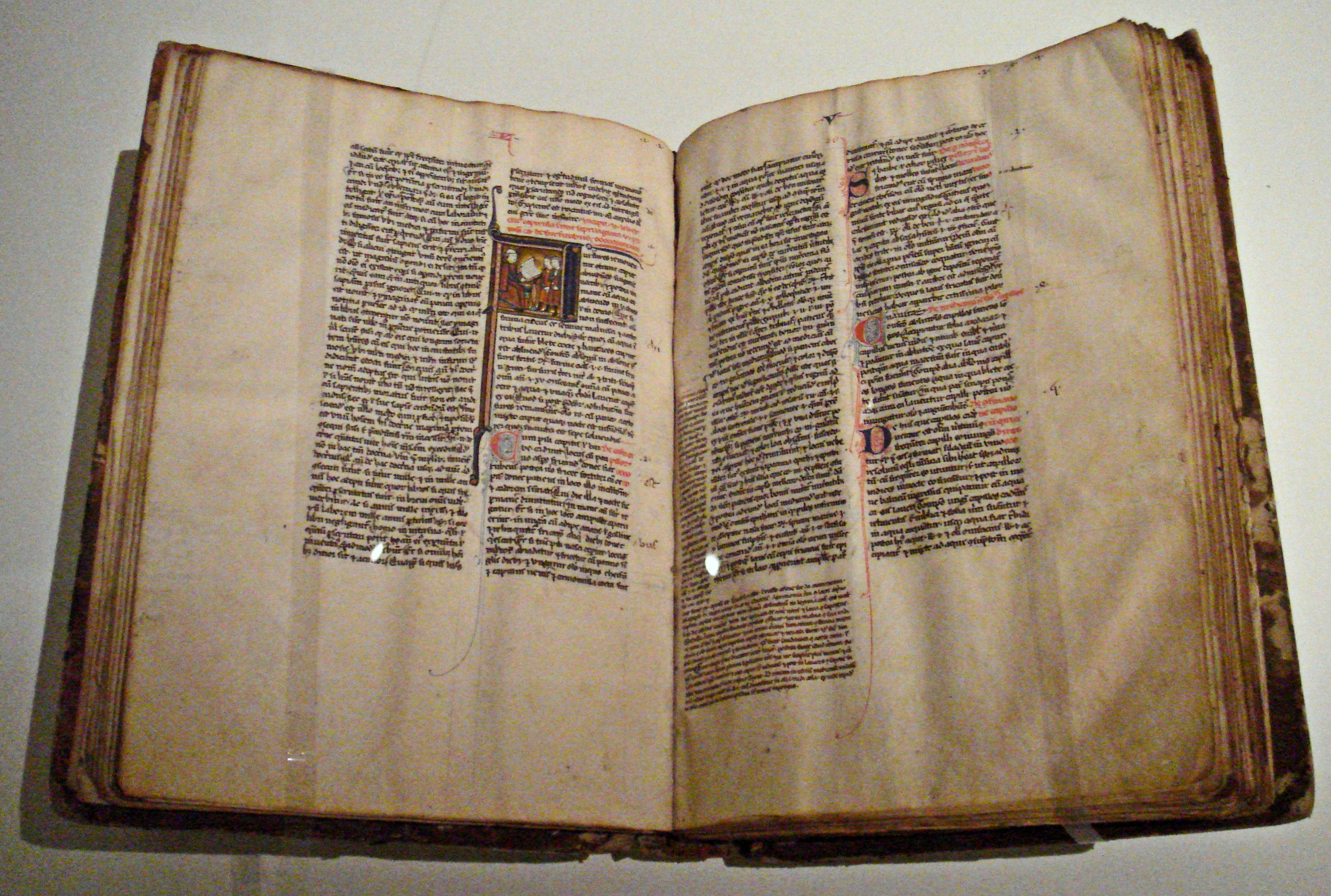
Recull de Tractats de Medicina d'Abu-Bakr Muhàmmad ibn Zakariyyà ar-Razí, traduït per Gerard de Cremona, segona meitat del

Gerard de Cremona va ser el més productiu dels traductors de Toledo, ja que va traduir més de 87 llibres de ciència àrab. Va arribar a Toledo l'any 1144 (aproximadament) a la recerca de l'Almagest  de Ptolemeu Com Gundisalvo, no sabia àrab quan va arribar, per això es va aprofitar de jueus i mossàrabs per a la traducció. Entre les seves traduccions podem citar l'Almagest, els Elements d’Euclides, l'Àlgebra de Muhàmmad ibn Mussa al-Khwarazmí, llibres mèdics de Hunayn ibn Ishaq, de Thàbit ibn Qurra, d'Abulcasis i d'Avicenna, obres físiques i filosòfiques de d'al-Kindí i d'al-Farabí, tractats d'alquimia d'ar-Razí, llibres d'astronomia de Jàbir ibn Àflah, etc. També va compilar les taules astronòmiques d'Azarquiel que van tenir gran difusió per tot Europa i conegudes com les Tabulae Toletanae (Taules de Toledo) i que, anys més tard, servirien de base per a confegir les Taules alfonsines.
Malgrat que Gundisalvo i Gerard de Cremona van treballar a Toledo contemporàniament (entre 1150 i 1190), no es refereixen mai l'un a l'altre.
Rudolf de Bruges, deixeble de Hermann de Caríntia, potser també va anar a Toledo, on va traduir al llatí el Liber de compositione astrolabii una obra important de la ciència andalusí sobre l'astrolabi d'Al-Majrití.
Ja a començaments del segle xiii, Miquel Scot, un escocès que havia estudiat a Oxford i a París i que havia viatjat per Bolonya i Palerm es va instal·lar a Toledo durant un temps, on també va treballar com a traductor. Va traduir obres d'Averrois i la Historia animalium, un tractat d'història natural d'Aristòtil des d'una font àrab.

### Període transitori
Durant les primeres dècades del segle xiii, l'activitat de traduir a Toledo va disminuir considerablement, encara que va continuar una certa activitat fins a enllaçar amb l'Escola de Traductors d'Alfons X el Savi. Almenys un traductor, Hermannus Alemannus, és conegut per haver fet traduccions de texts aristotèlics, i els seus comentaris d'Averrois, Avicenna i Al-Farabí.
Marcos de Toledo, un metge castellà i canonge de Toledo, va traduir l'Alcorà i diversos tractats mèdics d'Hunayn ibn Ishaq que es van incorporar a l'Articella, el manual de medicina més utilitzat pels estudiants de l'Edat Mitjana. També va fer traduccions de quatre dels tractats de Galè: De tactu pulsus, De utilitate pulsus, De motu membrorum, De motibus liquidis.
Alfred de Sareshel (també conegut com a Alfredus Anglicus) va ser un traductor i filòsof que va viure a Toledo entre finals del segle xii i començaments del xiii. Va traduir el llibre pseudo-aristotèlic De Plantis, i algunes obres d’'alquímia.
Es pensa que Joan de Toledo, un cardenal anglès, va poder traduir en el primer terç del segle xiii algun tractat mèdic sobre medicina pràctica.
Hermannus Alemannus va treballar a Toledo entre 1240-1256 aproximadament. Va traduir texts d'Aristòtil, com la Retòrica, intercalats amb comentaris d'Averrois i fragments curts d'Avicenna i Al-Farabi, o com l'Ètica a Nicòmac i la Poètica. També va traduir de l'àrab a l'espanyol un epítom de l'Ètica coneguda com la Summa Alexandrinorum.

### Alfons X

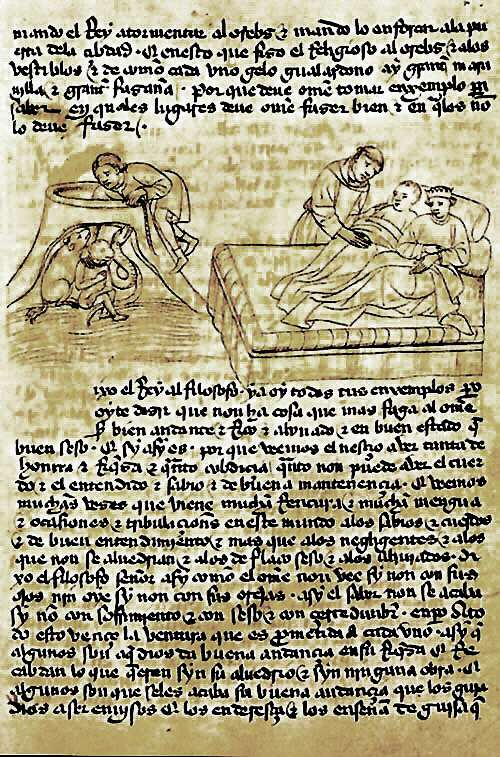
Calila i Dimna, manuscrit

Sota el rei Alfons X el Savi, Toledo es va elevar encara més en importància com un centre de traducció, i també com a centre de redacció de treballs acadèmics originals. La Corona no reconeix oficialment la institució, però equips d'erudits i traductors comparteixen els seus coneixements i ensenyen als nouvinguts nous llenguatges i mètodes de traducció. Hi havia en general diverses persones involucrades en la mateixa traducció. La Corona de Castella paga la major part del seu treball, i de vegades contracta els traductors més capacitats d'altres parts de la península Ibèrica i Europa.
Va ser decisió del rei Alfons d'abandonar el llatí com a llengua de destinació per les traduccions i utilitzar una versió revisada del vernacle castellà, cosa que va tenir conseqüències molt importants en el desenvolupament de les primeres bases de la llengua castellana. Amb la seva insistència que els textos traduïts fossin "llanos de entender" ("fàcils d'entendre"), es va assegurar que els textos arribessin a un públic molt més ampli, tant dins de la península Ibèrica com en altres països europeus. Els estudiosos de països com Itàlia, Alemanya, Anglaterra o els Països Baixos, que s'havien traslladat a Toledo per tal de traduir textos mèdics, religiosos, clàssics o filosòfics, van tornar als seus països amb els coneixements adquirits en àrab clàssic i hebreu antic. El rei també va encarregar la traducció al castellà de diverses faules orientals i contes que, encara que escrits en àrab, estaven originalment en hindi, com el Calila i Dimna, (Panchatantra) i el Sendebar.
El mètode de traducció es va modificar sota la direcció d'Alfons X. Anteriorment, un parlant nadiu transmetia verbalment, en romanç, el que llegia a un erudit, que dictava el seu equivalent llatí a un escriba, qui escrivia el text traduït. Amb la nova metodologia, un traductor, amb experiència en diversos idiomes, dictava des de l'idioma base, la traducció al castellà a l'escriba, qui escrivia la versió en castellà, ja no en llatí. Això va significar dos canvis respecte a l'època anterior: per una banda la llengua castellana es va enriquir amb un ampli vocabulari científic, però d'altra banda, les seves traduccions ja no van tenir la mateixa difusió que havien tingut, ja que calia traduir-les al llatí, idioma de la cultura a Europa.
Sota el lideratge d'Alfons X el Savi, rei de Castella entre 1252 i 1284, científics i traductors jueus sefardites van adquirir un paper destacat; eren apreciats pel Rei per les seves habilitats intel·lectuals i el domini dels dos idiomes més utilitzats en les traduccions: Àrab i Castellà. El Rei mantingué alguns dels erudits jueus com els seus metges personals i va reconèixer els seus serveis amb favors i esplèndides lloances. De totes maneres, més que una escola, el que va fundar el Rei va ser una oficina governamental de traduccions.

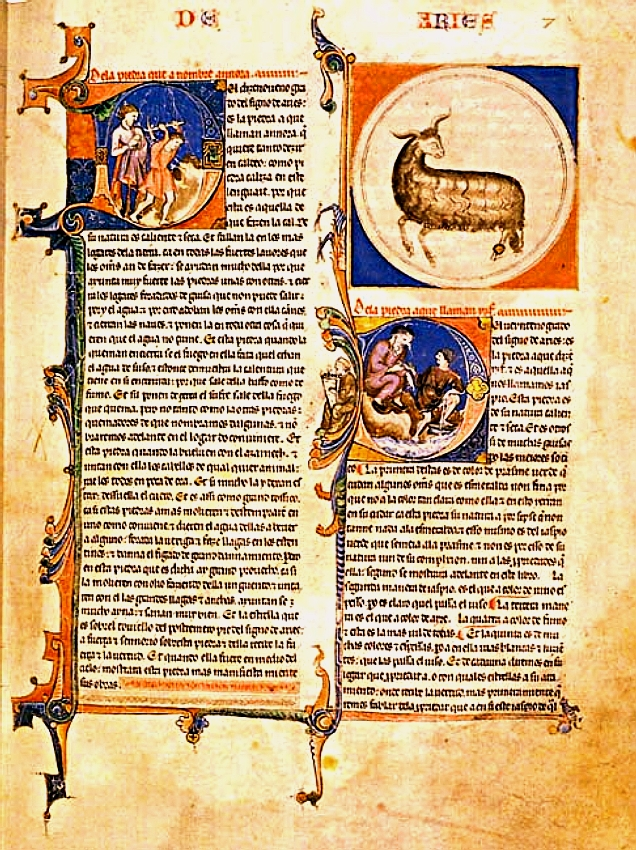
Una pàgina il·lustrada del Lapidari

La primera traducció coneguda d'aquest període és el Lapidari, un llibre sobre les propietats medicinals de diverses roques i pedres, fet per Yehudà ben Moixè amb l'assistència de Garci Pérez, encarregat per Alfons el Savi quan encara Infant de Castella. Alfonso va obtenir el llibre d'un Jueu que l'havia mantingut ocult, i va manar Yehudà que el traduís de l'àrab a la llengua castellana.
Yehudà ben Moixè va ser un dels traductors jueus més notables durant aquest període i també va treballar com a metge del rei, fins i tot abans que Alfons fos coronat. Entre les seves traduccions més notables, a més de la Lapidari estan el Picatrix, una obra composta d'antics tractats sobre la màgia i l'astrologia, o el Tractat de la Assafea que va ser traduït al llatí a partir d'un text àrab d'Al-Zarqali (potser amb l'ajuda de Guillem de Marsella). També va traduir el Tetrabiblo o Quatripartit de (Ptolemeu), 15 tractats d'astrologia, i Els 4 Llibres de les estrelles de la vuitena esfera, que més tard (1276) el rei Alfons va ordenar revisar a Samuel ha-Leví, Joan de Messina i Joan de Cremona. També va col·laborar en la traducció d'un altre llibre sobre astrologia judicial: el Libro conplido en los iudizios de las Estrellas, que va ser, irònicament, traduït del llatí (com s'usava entre els visigots), a àrab, i després de tornada al castellà i llatí.

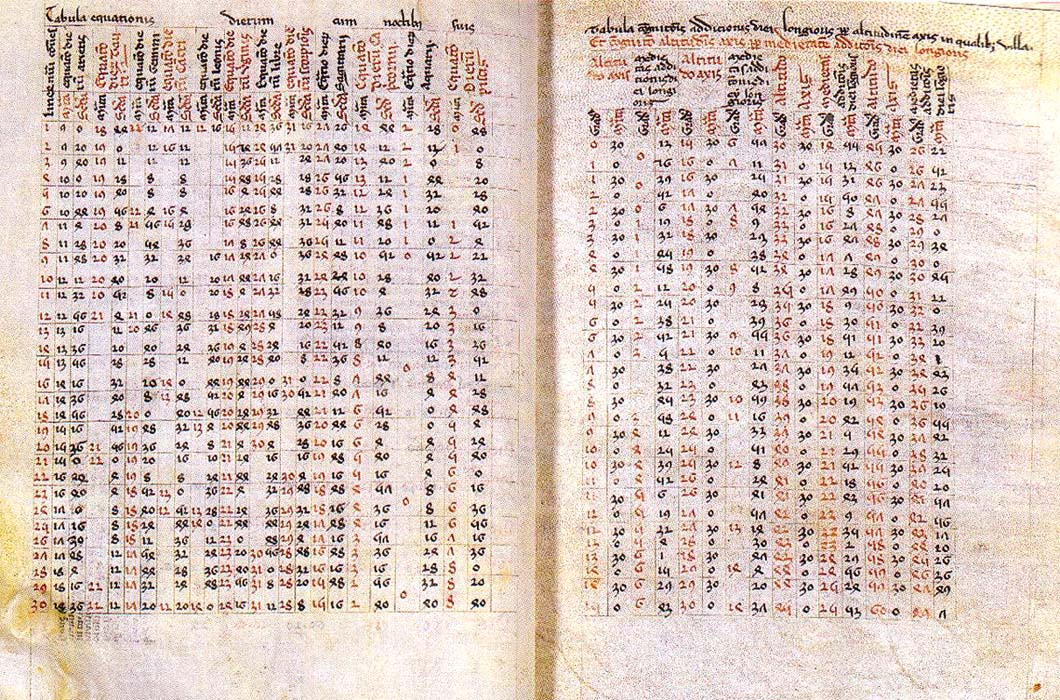
Taules alfonsines

Yehudà ben Moixè també va col·laborar en la traducció del Libro de las Cruces, dels Llibres del saber d'Astronomia , i de les famoses Taules alfonsines, compilades per Isaac ben Sid, que proporcionaven dades per a la computació de la posició del Sol, la Lluna i els Planetes en relació amb les estrelles fixes, basades en les observacions dels astrònoms que Alfons havia reunit a Toledo. Entre ells hi havia Aben Raghe, Alquibicio, Aben Musio, Mohamat de Sevilla, José Aben Ali i Abenvena Jacobo de Còrdova, i altres que va portar de Gascunya i París, atrets amb grans salaris, i al qual també se’ls hi assigna la traducció de Quadripartitum de Ptolemeu. Com a resultat del seu treball, les Taules alfonsines es van convertir en les taules astronòmiques més populars a Europa, amb versions actualitzades que es van reeditar amb regularitat durant més de tres-cents anys. El mateix Copèrnic en posseïa una còpia.
Joan D'Aspa va ajudar Yehudà ben Moixè en la traducció literal del Libro de la Alcora (un instrument astronòmic) i del Libro de las Cruces, mentre que Guillén Arremon D'Aspa col·laborà amb Yehudà en la traducció d’Els 4 Llibres dels Estels de la Vuitena Esfera.
Isaac ben Sid va ser un altre famós traductor jueu afavorit pel rei, era gran coneixedor de l'astronomia, l'astrologia, l'arquitectura i les matemàtiques. Sota la direcció del Rei, va fer una traducció del Libro de las armellas que era simple i fàcil d'entendre, de manera que qualsevol home fàcilment el podria utilitzar. També va traduir diversos tractats científics, com el Llibre de l'astrolabi rodó, o el Libro del atacir, un llibre sobre l'astrolabi pla (per càlculs ràpids de moviment dels astres), generalment utilitzat pels astròlegs. El rei Alfons va escriure un prefaci a la traducció Isaac ben Sid de la Lamina Universal, explicant que l'obra original àrab es va fer a Toledo i, a partir d'ella, Arzarquiel havia construït la seva assafea. Isaac ben Sid també va contribuir a la traducció, Libro del Quadrante para rectificar, quatre treballs sobre l'elaboració de rellotges, que inclouen el Libro del Relogio dell argen vivo  i el Libro del Relogio del Palacio de las oras. Aquest últim conté dissenys d'un palau amb finestres col·locades de manera que la llum que entra a través del dia indiqui l'hora en un pati interior.
Abraham Alfaquí, també conegut com a Abraham de Toledo, metge d'Alfons el Savi i del seu fill Sancho, va traduir el Libro de la Constitución del Universo d'Alhazen i el Libro de la Açafeha d'Azarquiel.
Entre els traductors cristians d'aquest període hi ha Alvaro de Oviedo, qui va traduir el Libro Conplido (De judiciis Astrologiae). Alvaro va fer la traducció al llatí mentre Yehudà ben Moixè li va donar una traducció oral en espanyol del tractat àrab de Aben Ragel. Aquest és l'únic cas documentat d'una traducció doble, simultània.
Altres traductors cristians van ser Bernardo el Arábigo, Ferrando de Toledo, Guillén Arremon D'Aspa, Aegidius de Thebaldis de Parma i Juan de Cremona.

## Posteritat
Desafortunadament, després de la mort d'Alfons, Sanç IV de Castella, en ser autoproclamat successor, va desmantellar la major part de l'equip de traductors, i aviat la majoria dels seus membres van dedicar-se a altres activitats sota patronats nous, molts d'ells van marxar de la ciutat de Toledo.
Recentment, promoguda per la Universitat de Castella-la Manxa, s'ha establert una nova Escola de Traductors a Toledo. La nova escola ha posat en marxa diversos programes de traducció per la traducció de textos que van des del ric llegat d'escrits clàssics fins a les obres contemporànies de la civilització àrab i el seu objectiu és establir una xarxa de centres de traducció al llarg de la conca del Mediterrani.

## Llegat
Les traduccions d'obres en les diferents ciències, com l'astronomia, l'astrologia, l'àlgebra, la medicina, etc van actuar com un imant per a molts estudiosos de tot Europa que van arribar a Toledo ansiosos d'aprendre de primera mà el contingut de tots els llibres que havien estat fora de l'abast dels europeus durant molts segles. Gràcies a aquest grup d'acadèmics i escriptors, els coneixements adquirits a partir dels textos àrabs, grecs i hebreus van trobar el seu camí en el cor de les universitats d'Europa. Encara que les obres d'Aristòtil i dels filòsofs àrabs van ser prohibides en alguns centres d'ensenyament europeus, com ara la Universitat de París l'any 1200, les traduccions de Toledo van ser acceptades, per la seva naturalesa física i cosmològica.
Albert Magne va basar la seva sistematització de la filosofia aristotèlica, i gran part dels seus escrits sobre astronomia, l'astrologia, la mineralogia, la química, la zoologia, la fisiologia i la frenologia en les traduccions fetes a Toledo El seu deixeble, Tomàs d'Aquino també utilitzà moltes de les obres traduïdes d'Aristòtil en els seus tractats filosòfics i teològics.
Roger Bacon es va basar en moltes de les traduccions àrabs per a fer importants contribucions en els camps de l'òptica, l'astronomia, les ciències naturals, la química i les matemàtiques. Molts altres estudiosos de l'època del Renaixement utilitzaren la traducció del Kitab al-Manazir s'Alhazen, que va ser el tractat òptic més important dels temps antics i medievals. En general, la majoria de les disciplines en el camp de la medicina a Europa es van beneficiar de les traduccions fetes.
Nicolaus Copernicus, el primer científic per formular una cosmologia heliocèntrica integral, que va posar el sol en lloc de la Terra al centre de l'univers, va estudiar la traducció de l'Almagest. També va utilitzar les dades de la computació astronòmica que contenen les Taules alfonsines, de les quals en tenia una còpia després d'haver estat publicades a Venècia el 1515. Aquest treball va ser el pioner en la llarga llista dels esforços dels astrònoms europeus per intentar el càlcul de taules precises per a les prediccions astronòmiques. Es van convertir en el taules astronòmiques més populars d'Europa i versions actualitzades regularment es van anar publicant durant tres-cents anys.
Un altre efecte secundari d'aquesta empresa lingüística va ser la promoció d'una versió revisada de la llengua castellana que, tot i que incorpora una gran quantitat de vocabulari científic i tècnic, s'ha agilitzat la seva sintaxi per poder ser entès per la gent de tots els àmbits de la vida i arribar a les masses, mentre que estan realitzant apte per a majors expressions del pensament.
Un altre efecte secundari d'aquesta empresa lingüística va ser la promoció d'una versió revisada de la llengua castellana que, a més d'incorporar una gran quantitat de vocabulari científic i tècnic, va agilitzar la seva sintaxi per poder ser entès per la gent de tots els àmbits de la vida i arribar a nuclis més amplis de població. Les contribucions de tots aquests erudits, tant orals com escrites, sota la tutela i direcció d'Alfons X, va establir els fonaments de la moderna llengua castellana.